# Hormographiella
Hormographiella — рід грибів родини Psathyrellaceae. Назва вперше опублікована 1992 року.

## Класифікація
Згідно з базою MycoBank до роду Hormographiella відносять 3 офіційно визнані види:
- Hormographiella aspergillata
- Hormographiella candelabrata
- Hormographiella verticillata